# Sân bay quốc tế Bandar Abbas
Sân bay quốc tế Bandar Abbas (IATA: BND, ICAO: OIKB) là một sân bay ở Bandar Abbas, tỉnh lỵ tỉnh Hormozgān của Iran. Sân bay này có 2 đường cất hạ cánh dài 3660 m và 3457 m bề mặt nhựa đường.

## Các hãng hàng không và các tuyến điểm
Hiện có các hãng hàng không sau đang hoạt động tại sân bay này:
| Hãng hàng không               | Các điểm đến                                                                 |
| ----------------------------- | ---------------------------------------------------------------------------- |
| Arabia International Airlines | Doha, Dubai, Jeddah                                                          |
| Aria Air                      | Kish, Dubai                                                                  |
| Ata Airlines                  | Tehran-Mehrabad                                                              |
| Fars Air Qeshm                | Tehran-Mehrabad, Dubai                                                       |
| Hesa Airlines                 | Isfahan, Kerman, Kish Island, Tehran-Mehrabad                                |
| Iran Air                      | Ahwaz, Chabahar, Isfahan, Sary, Shiraz, Tabriz, Tehran-Mehrabad, Yazd, Dubai |
| Iran Air Tours                | Isfahan, Mashhad, Shiraz, Tehran-Mehrabad, Baghdad                           |
| Iran Aseman Airlines          | Isfahan, Mashhad, Noshahr, Rasht, Shiraz, Tehran-Mehrabad, Yazd, Doha, Dubai |
| Naft Air Lines                | Ahwaz                                                                        |
| Kish Air                      | Abumusa, Kish Island, Dubai                                                  |
| Mahan Air                     | Mashhad, Tehran-Mehrabad                                                     |
| Saudia                        | Theo mùa: Jeddah, Madinah                                                    |
| Taban Air                     | Mashhad, Tehran-Mehrabad, Baghdad                                            |
| Zagros Air                    | Mashhad                                                                      |

## Tan nạn và sự cố
Chuyến bay số 655 của Iran Air